# Ribbon (EP)
Ribbon (reso graficamente come riBBon) è il primo EP del cantante e rapper thailandese BamBam, pubblicato il 15 giugno 2021.

## Descrizione
Abyss Company annuncia il debutto solista di BamBam in Corea del Sud il 24 maggio 2021. Il giorno seguente viene rivelato che si tratterà di un extended play intitolato Ribbon. Tra il 26 maggio e il 9 giugno vengono pubblicati dieci set di foto centrati sull'oggetto simbolico del fiocco. Le tracce vengono svelate il 9 giugno, mentre l'EP e il video musicale del brano apripista Ribbon escono il 15 giugno.
Il tema dell'EP è la rinascita, e il titolo è un gioco di parole con i termini inglesi "ribbon" e "reborn," entrambi scritti 리본? in coreano e pertanto omofoni. Il disco contiene un messaggio di speranza e il desiderio di BamBam di migliorarsi. Ribbon è inoltre basato sul mito greco del vaso di Pandora, che diffuse le calamità nel mondo, ma anche la speranza, quest'ultima rappresentata dal fiocco.
Ribbon è composto da un'ariosa introduzione strumentale ritmica lo-fi prodotta da Murda Beatz, e da cinque tracce cantate per le quali BamBam ha scritto tutti i testi. È anche accreditato come compositore per la metà dei brani.
La canzone omonima, che mescola trap e hip hop, è stata creata con il significato di ricominciare da zero come solista, presentando una "nuova versione di sé speranzosa e gioiosa". Parlando di Ribbon, BamBam ha affermato "Volevo creare una canzone che mi facesse sentire un po' meglio ascoltandola alla mattina quando vado a lavorare. Questa canzone si adatta bene all'immagine brillante di BamBam".
Pandora è una traccia hip hop con un loop di basso semplice, nella quale, dopo aver aperto il vaso di Pandora, BamBam canta dell'affrontare i nemici senza paura per raggiungere i propri obiettivi. Look So Fine è un pezzo dance funky che esprime la sicurezza di sé di fronte agli altri senza curarsi dell'opinione del mondo. D'altra parte, Air e Under the Sky sono più rilassate: la prima, dalla melodia tropical house, è interamente in inglese e descrive come l'essere innamorati e sentire la mancanza della persona amata faccia sentire a corto d'aria, mentre la seconda è una ballad R&B che vede BamBam ringraziare gli ascoltatori e promettere un nuovo inizio, esprimendo la preziosità e la gratitudine per il passato con versi quali "I ricordi che ho di quei giorni / I momenti nei quali abbiamo riso e pianto / Ci hanno plasmato in ciò che siamo oggi" (기억 속의 모든 날이 / 울고 웃던 시간들이 / 지금의 우리를 다 만들어 준거라?, Gi-eok sog-ui modeun nar-i / Ulgo utdeon sigandeur-i / Jigeum-ui urireul da mandeur-eo jungeoraLR). È stata scritta riflettendo sull'allontanamento dei Got7 dalla JYP Entertainment a gennaio 2021 dopo la decisione di non rinnovare il contratto, e sui sentimenti dei fan in proposito.

## Accoglienza
| Recensione | Giudizio |
| ---------- | -------- |
| NME        |          |

Scrivendo per Rolling Stone India, Divyansha Dongre ha affermato che il brano Ribbon "sottolinei la persona e lo stile allegri del rapper con testi che incarnano un forte riferimento metaforico al fiocco, suggerendo sottilmente all'evoluzione di BamBam come musicista". Sia Republic World, sia EnVi Magazine hanno notato come ogni traccia metta in mostra la versatilità del cantante. D'altra parte, NME ha dato all'EP tre stelle su cinque dichiarando "BamBam ha ancora molta strada da fare per definire il suo stile musicale personale".

## Tracce
1. Intro – 2:23 (musica: Shane Lindstrom)
2. Pandora – 3:05 (testo: BamBam, Earattack, Lee Ha-jin, Hwang Yoo-bin – musica: Earattack, Chan's, Gong-do)
3. Ribbon – 3:08 (testo: BamBam, Jo Yoon-kyung, Lee Ha-jin, Earattack, Luke – musica: BamBam, Peter Chun, Andreas Carlsson, Drew Scott, Ryan Kim, Earattack)
4. Look So Fine – 2:41 (testo: BamBam, Earattack, Lee Ha-jin – musica: BamBam, Earattack)
5. Air – 2:56 (testo: BamBam, Chris LaRocca, Bryan Chong – musica: BamBam, Chris LaRocca, Bryan Chong)
6. Under the Sky – 4:15 (testo: BamBam, Lee Ha-jin – musica: Jo Gwang-ho, Park Seo-hyun (Psycho Tension))

Durata totale: 18:28

## Personale
- BamBam – voce, testi (tracce 2-6), musiche (tracce 3-5), missaggio (tracce 3, 5)
- Earattack – testi (tracce 2-4), musiche (tracce 2-4), arrangiamenti (tracce 2-4), ritornello (tracce 2, 4), tastiera (tracce 2, 4), batteria (traccia 2)
- Lee Ha-jin – testi (tracce 2-4, 6)
- Hwang Yoo-bin – testi (traccia 2)
- Jo Yoon-kyung – testi (traccia 3)
- Luke – testi (traccia 3)
- Chris LaRocca – testi (traccia 5), musiche (traccia 5)
- Bryan Chong – testi (traccia 5), musiche (traccia 5)
- Shane Lindstrom – musiche (traccia 1)
- Chan's – musiche (traccia 2), arrangiamenti (traccia 2), tastiera (traccia 2), batteria (traccia 2)
- Gong-do – musiche (traccia 2), arrangiamenti (traccia 2-3), tastiera (traccia 2), batteria (traccia 2)
- Peter Chun – musiche (traccia 3), arrangiamenti (traccia 3)
- Andreas Carlsson – musiche (traccia 3), arrangiamenti (traccia 3)
- Drew Scott – musiche (traccia 3), arrangiamenti (traccia 3)
- Ryan Kim – musiche (traccia 3), arrangiamenti (traccia 3)
- Jo Gwang-ho – musiche (traccia 6), arrangiamento archi (traccia 6), archi (traccia 6)
- Park Seo-hyun – musiche (traccia 6)
- Lee Woo-hyun – arrangiamenti (traccia 4), tastiera (traccia 4)
- Jung Sung-min – arrangiamenti (traccia 6), tastiera (traccia 6)
- Doo – arrangiamenti (traccia 6), piano (traccia 6)
- Jung Gwi-moon – chitarra (traccia 6)
- Jung Won-ho – piano (traccia 6)
- Lee Joo-hyun – batteria (traccia 6)
- Mollo – sintetizzatore (traccia 6)
- Soo-ah – cantilena (traccia 4)
- Joo-ah – cantilena (traccia 4)
- MasterKey – missaggio (tracce 2, 4)
- Lee Tae-seob – missaggio (traccia 3)
- MJ – missaggio (tracce 5, 6)
- Kwon Nam-woo – mastering (tracce 2-6)
- Mars – produzione (traccia 1)
- Murda Beatz – produzione (tracce 1, 5)
- Maneesh – produzione (traccia 5)

## Successo commerciale
Dopo l'uscita, Ribbon ha debuttato al secondo posto in Corea del Sud sulla Gaon Weekly Album Chart, mentre la traccia Ribbon è entrata sulla Gaon Digital Chart in posizione 144 e si è classificata alla 17 sulla Billboard World Digital Song Sales Chart. Sulla iTunes Album Chart,  ha raggiunto il primo posto in 34 Paesi.
Il disco si è posizionato settimo sulla Gaon Monthly Album Chart di giugno 2021 con 103 156 copie vendute, mentre è figurato in posizione 77 sulla classifica annuale, con 134 845 copie.
In Thailandia, il brano Ribbon ha ricevuto il Black Melody Award per la canzone più scaricata nei primi dieci giorni di luglio 2021 da Line Melody Music Chart.

## Classifiche
| Classifica (2021) | Posizione massima |
| ----------------- | ----------------- |
| Corea del Sud     | 2                 |